# Standard Thirty
La 30 hp, o Thirty, è stata un'autovettura prodotta dalla Standard nel 1907.
Il modello sostituì la 24/30, e montava un motore in linea anteriore a sei cilindri e valvole laterali, che possedeva una cilindrata totale di 5.297 cm³. La trazione era posteriore, e l'unica carrozzeria disponibile era torpedo quattro posti.
Nell'unico anno in cui la 30 hp fu prodotta, il solo altro modello presente nella gamma offerta dalla Standard, era la 15 hp, che aveva anch'essa un motore a sei cilindri. Dopo solo un anno di produzione, la 30 hp venne sostituita dalla 40 hp.